# Climent XIV
Climent XIV és el nom que va adoptar el cardenal Vincenzo Antonio Ganganelli quan va ser escollit papa el 1769.
Va estudiar a l'escola jesuïta de Rímini i a Urbino. Va ingressar a l'orde dels franciscans de la província de Forlí.
El 1731 va graduar-se en teologia a la Universitat la Sapienza de Roma.
Va ser un teòleg preponderant, a més de músic i poeta.
El 1759, Climent XIII el va nomenar cardenal i 10 anys després ell mateix va ser escollit Papa. Com que no era bisbe va haver de ser ordenat ràpidament abans de la coronació.
Durant el seu pontificat va dissoldre l'ordre dels jesuïtes, que eren odiats per la majoria de monarquies absolutes, cosa que els seus predecessors s'havien resisitit a fer. 24.000 membres de l'ordre van passar a formar part del clergat seglar. En compensació per aquest acte Lluís XV va tornar-li el domini de la ciutat d'Avinyó i el comtat de Venessino i Carles III d'Espanya li va donar les possessions italianes de Benevent i Pontercorvo.
Va morir a Roma de forma tan misteriosa que es van escampar rumors de què els jesuïtes l'havien enverinat.
Està enterrat a Sant Pere del Vaticà en un mausoleu tallat per Antonio Canova.